# Кубок чемпионов ФИБА 1960/1961
Кубок чемпионов 1961 — четвертый розыгрыш сильнейшего баскетбольного клубного турнира среди мужских команд. И снова равных советским клубам не было, в финале московский ЦСКА в двухраундовом поединке одолел непобедимых в то время, своих одноклубников из Риги — СКА

## Квалификационный раунд
| Команда #1            | Разница   | Команда #2                | 1 игра | 2 игра |
| --------------------- | --------- | ------------------------- | ------ | ------ |
| Урания (Женева)       | 107 — 164 | Виртус Орансода (Болонья) | 62-68  | 45-96  |
| Виссеншафт (Берлин)   | 110 — 171 | Академик (София)          | 54-85  | 56-86  |
| УСК (Хайдельберг)     | 125 — 180 | Легия (Варшава)           | 67-91  | 58-89  |
| Галатасарай (Стамбул) | 137 — 96  | Олимпиакос (Пирей)        | 72-41  | 65-55  |
| РК Кейл               | 75 — 137  | Энгельманн (Вена)         | 27-53  | 48-84  |
| Спортинг (Лиссабон)   | 92 — 149  | Антверпен                 | 51-62  | 41-87  |
| Сёдер (Стокгольм)     | 98 — 142  | ОКК (Белград)             | 50-53  | 48-89  |
| Вулвз (Амстердам)     | 106 — 153 | Спарта (Прага)            | 52-57  | 54-96  |
| Старз (Шарлевиль)     | 110 — 100 | Касабланка                | 55-47  | 55-53  |

## 1/8 финала
| Команда #1                | Разница   | Команда #2          | 1 игра | 2 игра |
| ------------------------- | --------- | ------------------- | ------ | ------ |
| Галатасарай (Стамбул)     | 79 — 93   | Хапоэль (Тель-Авив) | 40-39  | 39-54  |
| Старз (Шарлевиль)         | 63 — 163  | ЦСКА (Москва)       | 28-68  | 35-95  |
| Академик (София)          | 114 — 138 | Легия (Варшава)     | 67-62  | 47-76  |
| Энгельманн (Вена)         | 100 — 159 | Реал (Мадрид)       | 53-85  | 47-74  |
| Антверпен                 | 86 — 47   | ОКК (Белград)       | 66-47  | 20-0*  |
| Торпан Поят (Хельсинки)   | 103 — 133 | Спарта (Прага)      | 56-65  | 47-68  |
| Виртус Орансода (Болонья) | 124 — 126 | Стяуа (Бухарест)    | 70-56  | 54-70  |

```
* ОКК снялся с соревнований.
```

## 1/4 финала
| Команда #1      | Разница   | Команда #2          | 1 игра | 2 игра |
| --------------- | --------- | ------------------- | ------ | ------ |
| СКА (Рига)      | 162 — 134 | Хапоэль (Тель-Авив) | 84-60  | 78-74  |
| Спарта (Прага)  | 107 — 115 | Стяуа (Бухарест)    | 60-50  | 47-65  |
| Легия (Варшава) | 145 — 183 | ЦСКА (Москва)       | 72-98  | 73-85  |
| Антверпен       | 128 — 177 | Реал (Мадрид)       | 62-89  | 66-88  |

## Полуфиналы
| Команда #1    | Разница   | Команда #2       | 1 игра | 2 игра |
| ------------- | --------- | ---------------- | ------ | ------ |
| Реал (Мадрид) | 123 — 141 | СКА (Рига)       | 78-75  | 45-66  |
| ЦСКА (Москва) | 171 — 115 | Стяуа (Бухарест) | 98-58  | 73-57  |

## Финал
- 1 матч Стадион Ленина, Москва, 14 июля, 1961;Зрителей:8,000
- 2 матч Стадион Даугава, Рига, 22 июля, 1961;Зрителей:15,000

| Команда #1    | Разница   | Команда #2 | 1 игра | 2 игра |
| ------------- | --------- | ---------- | ------ | ------ |
| ЦСКА (Москва) | 148 — 128 | СКА (Рига) | 87-62  | 61-66  |

| Победитель Кубка чемпионов 1961 |
| ------------------------------- |
| ЦСКА 1-й титул                  |